# Urdesa
Urdesa es un barrio de la ciudad de Guayaquil, Ecuador. En sus inicios en los años 50, se manejó un concepto de grandes casas para la clase alta con amplios jardines, sin cerramientos. Poco a poco lo que empezó como una ciudadela fue ganando atención de los ciudadanos y cada vez se fue poblando más, haciendo necesario reducir el tamaño de las casas para optimizar los espacios. 
Actualmente se ha convertido en un área muy comercial, que permite disfrutar de un sinnúmero de restaurantes, tiendas, centros comerciales y varios tipos de negocios.

## Prólogo
El análisis territorial desarrollado a continuación, está enfocado en el barrio Urdesa, ubicado al norte de la ciudad de Guayaquil perteneciente a la parroquia Tarqui. Mediante la exploración con enfoque cuantitativo a uno cualitativo, dónde a través de testimonios obtenido en redes y un análisis realizado a profundidad de levantamientos previos de información del sector, hemos logrado definir la situación actual, enfatizando en su capacidad de evolución dentro de diferentes aspectos como comunidad y asentamiento. 
Para una eficiente y profunda obtención de resultados, analizamos el sector en cuatro diferentes partes para poder finalmente unirlas y sacar un análisis de la suma de estas partes como un total definitivo. El desarrollo de este trabajo nos pone en frente una realidad latente, la cual nos permite realzar y poner en valor un sector tan importante como el de Urdesa, mediante la narrativa que nace de un proceso de reconstrucción histórica con una visión clara de un asentamiento mejorado aplicando una planificación urbana por parte de la Urbanizadora del Salado S.A. La importancia de la obtención de datos reales a partir de los testimonios, la información y noticias del sector es lo que da cabida a poder conocer de mejor manera lo que en verdad representa Urdesa.

## Introducción
El origen del nombre de Urdesa proviene de la constructora que fundó este barrio entre 1955 y 1957: Urbanizadora del Salado S.A. Es considerado como uno de los barrios del norte de Guayaquil, a pesar de que en un inicio era considerado como centro de la ciudad, en la actualidad viene a ser el centro geográfico debido al desmesurado crecimiento horizontal que ha tenido la ciudad en los últimos años. 
Su ubicación es privilegiada al contar con un contexto natural, que en un inicio era más extenso y vivo, pero que ahora cuenta con una mínima parte que se sigue manteniendo en esencia poderosa siendo el Estero Salado su límite fronterizo con el resto de barrios. Por tal razón, Urdesa era concebido como un plan habitacional para la clase media y alta de aquellos años. Su evolución permitió convertir este sector en uno en el que converja la vivienda con el comercio y los servicios que poco a poco fueron apareciendo con el pasar de los años. 
Tras ofrecer como propuesta un sitio de hermosos jardines, sin cerramientos, rellenos de suelo, bordillos, calles pavimentadas, canalización de agua potable, aguas lluvias, aguas servidas e instalaciones eléctricas; automáticamente la diversidad empezó a florecer en Urdesa estableciendo negocios comerciales, iglesias, centros educativos, centros de salud y muchos otros que han dado cabida a un incremento productivo y del estilo y calidad de vida de estas personas. Sin embargo, el panorama que presentaba el sector fue degradándose poco a poco con las diversas actividades que se empezaron a dar gracias a la intervención de nuevos lugares de recreación como también la integración del estero a la vida de sus pobladores. Con las actividades antrópicas dadas con constancia desde la contaminación, excesiva pesca en el estero, deforestación y caza, el entorno natural de Urdesa fue perdiendo brillo hasta reducirse a lo que hoy en día conocemos. Por esta y más razones se realizará un análisis urbano estructural, que buscará describir y evaluar la realidad de Urdesa desde el pasado hasta la actualidad, con la finalidad de demostrar la degradación del barrio con relación a cada aspecto estudiado para emprender una nueva visión para Urdesa y su población: una Urdesa mucho más sostenible y resiliente, que pueda disminuir los efectos negativos de la actividad actual del barrio y la ciudad teniendo como resultado un equilibrio entre su población, y las diferentes escalas que abarca el barrio como también la ciudad en la que se emplaza.

## Objetivo general y metodología
Como objetivo general, buscamos realizar un análisis urbano estructural del barrio Urdesa en relación con aspectos de uso de suelo, productividad, análisis de situación actual, ecología, etc. que permitan evaluar el estado del barrio con respecto a su evolución desde su fundación hasta el presente. La distribución del trabajo fue desde un aspecto más cuantitativo hasta llegar a uno más cualitativo. Este análisis se lo repartió en cuatro diferentes partes dividiéndolas y llegando así a un equilibrio en su investigación. Además se repartió el trabajo de forma equitativa tratando de abordar de forma total cada aspecto y criterio del índice para completar el análisis urbano estructural de Urdesa. Finalmente se dio la suma total de información de cada parte para hablar de Urdesa como barrio total conformado por diferentes factores y elementos. 

## Ubicación y delimitación del área de estudio
El barrio Urdesa se encuentra en el norte de la ciudad de Guayaquil en la parroquia Tarqui. Su delimitación es al NORTE con el Liceo Cristiano de Guayaquil y el barrio la Albrada, al SUR con la Universidad Católica de Santiago de Guayaquil y el barrio Bellavista, al ESTE con el Policentro y la ciudadela Kennedy, y al Oeste con el Estero Salado y Mapasingue.

## Antecedentes históricos de Urdesa
El barrio Urdesa viene su nombre de la constructora Urbanización del Salado S.A, que fue la que construyó el barrio, se encuentra ubicado en el norte de la ciudad de Guayaquil, nació como un proyecto habitacional para la clase media y alta alrededor del año 1957. Debido al crecimiento horizontal de la ciudad en los últimos años, el que se considera centro de la ciudad en verdad venga a ser el Este al tener la ciudad límite con el río guayas, es por esta razón que hoy en día Urdesa ha tenido que ser utilizado como ruta o intermediario para llegar a diferentes destinos, lo cual ha ocasionado la congestión de tráfico. 
La propuesta a presentar buscar elaborar un análisis de Urdesa que permita describir la situación actual del barrio y de su comunidad desde un enfoque de sostenibilidad y resiliencia. Para esto, se combina la tecnología de los Sistemas de Información Geográfica (SIG) y el uso de indicadores de sostenibilidad y resiliencia urbana. En particular, los estándares urbanísticos serán los indicadores que se utilizarán para realizar esta evaluación Actualmente Urdesa es un barrio que ha recuperado su esplendor con la adecuación de los parterres y calles adoquinadas como parte del proyecto del Municipio de Guayaquil de regeneración urbana, iniciado en 2004. Por más de 40 años está zona supo mantenerse residencial y solo en las avenidas principales de dio paso al comercio.

## Tipo de asentamiento
Guayaquil empezó en 1950 un proceso de modernización y ampliación hacia el Norte y Noroeste de la ciudad, dando paso a terrenos de haciendas pertenecientes a la Junta de Beneficencia. Resultando en la partición y comercialización de terrenos como Urdesa y Miraflores. El 5 de mayo de 1955 se envía una solicitud al Municipio de Guayaquil y nace legalmente el proyecto de Urdesa. Este mismo año se establecieron urbanizaciones dirigidas a estratos medio y alto de la sociedad, entre estas la Urbanización del Salado (Urdesa), el cual adquirió 300 hectáreas por un valor de S/15´000.000, vendiendo en su mayoría terrenos urbanizados y ciertas viviendas ya construidas. Urdesa está rodeada en su mayoría por dos brazos del Estero Salado, fue construida sobre cascajo y relleno sanitario pues el terreno estaba en parte sobre manglar y fango. Actualmente Urdesa tiene una extensión de 3.71km² dividido en tres zonas, Urdesa Central, Lomas de Urdesa y Urdesa Norte. Urdesa tiene límites a norte con Cerro San Eduardo y Ceibos; al sur Kennedy y Kennedy Norte, Atarazana.

## Medio físico
Asoleamiento
En torno a donde se encuentra el sector de Urdesa de acuerdo a SunEarthTool.com se muestra la siguiente información. Solsticio de verano es el 21 de junio, marcando así el inicio del verano con el día más largo del año. Equinoccio donde el sol se ubica en el punto central de este a oeste solsticio de invierno el 21 de diciembre marcado como el día más corto del año.
Vientos
Los vientos predominantes van en dirección del oeste al suroeste, con una velocidad de 9 km/h.
Temperatura
El mes con mayor porcentaje de temperatura ha sido abril con un promedio de 31 °C. El mes con el promedio de temperatura más baja es agosto con 21 °C. Los meses de marzo a mayo son los meses más calurosos del años, en cambio de junio a septiembre son los meses más fríos del año.
Radiación
Ecuador se encuentra en una zona donde el porcentaje de radiación solar es alto. Guayaquil tiene un promedio de 7200-2100 wh/m2/día que lo convierte en un espacio con radiación UV alta.
Humedad
Guayaquil anualmente sobrepasa los niveles máximos de humedad que la OMS considera saludables, mayores al 70 %, por ejemplo El 24 de enero del 2021 Guayaquil tuvo una humedad del 98% y se mantuvo así todo el día.
Precipitación
En promedio, hay una probabilidad del 63 % de que la precipitación total será 1,00 milímetro en Guayaquil en todo el día 24 de febrero, y se prevé que toda será lluvia. Como referencia, la probabilidad más alta del año de precipitación diaria es el 64 % el 13 de febrero, y la probabilidad más baja es el 0 % el 22 de agosto.
Ecosistema original
Antes de que la Urbanización del Estero Salado fuera diseñada y construida, toda esa zona era zona de manglar, y bosque que quedaba a alas afueras de Guayaquil. Posterior a que se planteó este proyecto se cortaron los árboles de la zona y se hizo el tramado del proyecto. Antes el agua del estero salado no presentaba ningún tipo de contaminación y la población de mangle era alta, donde cubría todo el perfil del estero. Se podía encontrar animales como garzas blancas, cangrejos, jaibas y otras especies de animales como cocodrilos.
Ecosistema actual
Actualmente el sector conocido como Urdesa posee diferentes estilos constructivos, esta cubierto casi en su totalidad por concreto, donde había árboles ahora hay casas o locales comerciales. También el estero cambio, se empezó a contaminar, por las diferentes actividades residenciales, comerciales y humanas que se realizan continuamente en la zona. La contaminación del estero actual llegó a tal punto que se empezaron a sedimentar los diferentes residuos, donde se han encontrados plásticos, desechos orgánicos y químicos.

## Tipo de asentamiento
Según la Ordenanza Sustitutiva de Edificaciones y Construcciones del Cantón Guayaquil, el barrio Urdesa cuenta con ocho zonas, entre residenciales, comerciales y servicios, de equipamientos, mixtas, etc. Se especifican sus códigos y usos de suelo a continuación: 
Zona Residencial Compatibilidad Tipo 2A  <ZR - 2 (A)>
Zona Residencial Compatibilidad Tipo 3C  <ZR - 3 (C)>
Zona Residencial Compatibilidad Tipo 2B   <ZR - 2 (B)>
Zona Residencial Compatibilidad Tipo 3A    <ZR - 3 (A)>
Zona Residencial Compatibilidad Tipo 3B    <ZR - 3 (B)>
Zona Mixta Residencial Compatibilidad Tipo D  <ZMR (NC) 4D>
Corredores Comerciales y de Servicios  <CC - V>
Compatibilidad Zona de Equipamiento Comunal  <ZEQ>

## Equipamiento
De acuerdo al mapeo realizado dentro del sector de Urdesa hay una gran variedad de equipamiento, para el beneficio de los habientes, siendo así que hay sectores donde hay más equipamiento de un tipo que de otro, el que se encuentra en menor cantidad son las áreas verdes seguidos de los de culto. En mayor cantidad encontramos residenciales.

## Viabilidad
El sector de Urdesa Cuenta con tres vías principales, la Av. Las monjas, la Av. Víctor Emilio Estrada y la Av. Las Aguas, entre estas hay conexiones mediante las vías secundarias y terciarias que generan diferentes recorridos en el interior de este sector. Dentro de las vías principales se encuentran diferentes paradas de buses para facilitar el desplazamiento para los peatones.

## Espacio público
El espacio público de esta zona es diferente en sus respectivo sectores, por ejemplo las veredas del sector cercano a la av. Víctor Emilio son amplios pero en las calles secundarias su tamaño en mucho menor. De ahí tiene diferentes parques como el Parque Jerusalén o el parque Urbanor 1. Además, también encontramos callejones que dividen las manzanas y permite la circulación peatonal en la zona.

## Tipos de edificaciones predominantes
Urdesa cuenta con tres zonas reconocibles, Urdesa Central, Lomas de Urdesa y Urdesa norte. Urdesa Central se ha convertido en una zona de uso mixto, residencial y comercial, ubicando la mayoría de locales comerciales y restaurantes en las cuadras cercanas a las vías principales y viviendas en su mayoría de entre uno y dos plantas en las manzanas más lejanas. Lomas de Urdesa presenta un terreno en pendiente donde predominan los condominios de viviendas y urbanizaciones cerradas. Por último Urdesa Norte es una zona residencial mayoritariamente compuesta por viviendas de entre una y dos plantas.

## Estructura urbana
| Paisaje Natural             | Paisaje Construido                                      |
| --------------------------- | ------------------------------------------------------- |
| Estero Salado               | Iglesia de San Antonio María Claret                     |
| Parque Urdesa               | Iglesia de Jesucristo de los Santos de los últimos días |
| Parque Jerusalén            | Av. Víctor Emilio Estrada                               |
| Parque Urdesa Norte         | Edificios de departamentos y viviendas                  |
| Bosque Protector Palo Santo | Espacios comerciales                                    |

## Caracterización de la morfología urbana
En este sector de la ciudad se encuentra un mezcla de tramados, primero en el área conocida como Urdesa central hay un tramado en forma circular que tiene como eje central la iglesia de la Rotonda, pero a su vez del lado del estero frente a lo que es la Kennedy hay un tramado rectangular con manzanas rectangulares. En el sector Oeste de Urdesa central las manzanas tienen una forma un poco más orgánica debido a que continúan siguiendo la curvatura de la parte central. 
Después en la parte del sector de Lomas de Urdesa por su topografía se genera una retícula con calles que llegan a ninguno lugar, manzanas de diferentes tamaños y formas más abstractas obviamente porque se tuvo que ajustar a los diferentes niveles de topografía. En relación con Urdenor la retícula que sigue no es ortogonal y se debe a que en el centro hay una sección con topografía irregular, por ello es que las manzanas y calles se fueron generando alrededor de este punto haciendo que haya calles rectas, inclinadas o con ligeras curvas.

## Análisis de accesibilidad
Accesibilidad al espacio público
○ Av. Víctor Emilio Estrada.- Intercepta las diferentes calles y avenidas de Urdesa, y es una calle donde la mayor parte es de comercio y mixta, donde pasan varias líneas de buses.
○ Dr. Otto Arosemena Gómez.- Calle que delimita la mayor parte de Urdesa y es un espacio residencial.
Accesibilidad a equipamientos y servicios
Los equipamientos y servicios que se encuentran en Urdesa, tiene una circulación directa en las vías principales de Urdesa, tomando en cuenta la educación y el comercio en todo Urdesa, donde se toma como referencia las diferentes calle y avenidas principales que conectan a los diferentes puntos comerciales y de educación que se encuentran en la zona.

## Análisis de caminabilidad
Flujos peatonales
○ Av. Víctor Emilio Estrada.- A pesar de tener esta calle un flujo vehicular constante, posee variedad de comercios tanto mixtos como informales, farmacias, almacenes de ropa, panadería, electrodomésticos, entre otros. Gracias a estos negocios esta calle a lo largo del día es activa y por ende presenta flujos peatonales.
○ Dr. Otto Arosemena Gómez.- Esta calle se encuentra dentro del área de estudio donde se logra apreciar que es una vía principal en la cual la mayoría son residencias, y esto hace que sea una variable muy importante para el flujo peatonal.
○ Av. Luis Plaza Dañin.- Se encuentra dentro del área de estudio donde se logra apreciar que es una vía importante en la cual se encuentra varios locales comerciales lo cual genera que haya un flujo peatonal constante y que sea una zona activa, también es una calle residencial lo cual genera que haya lujo peatonal también en la noche.
○ Dr. Enrique Ortega Moreira.- Es una calle con un flujo peatonal lento o bajo ya que esta calle es en su mayoría residencial y por la topografía irregular hace que la mayoría de las personas anden más en vehículos.

## Análisis de la jerarquía vial
Transporte público, privado y flujos de tráfico
En el barrio Urdesa, tenemos varias calles que pasan las líneas de buses para llegar a Víctor Emilio Estrada son: RUTA 10, RUTA 108, RUTA 112, RUTA 52, RUTA 54, RUTA 66. En el barrio Urdesa, tenemos la calle principal Otto Arosemena Gómez en la cual pasan varias líneas de buses: RUTA107, RUTA 27, RUTA 98, RUTA C1A.

## Análisis de riesgos y vulnerabilidades
Urdesa es un sector residencial como comercial. Y como en muchas otras partes de Guayaquil, esta no es ajena a la delincuencia. En sus inicios la concepción del barrio era tener todo puertas abiertas, donde los cerramientos eran sobrevalorados y no había la necesidad de tener un control de seguridad ya que no existía. Sin embargo, con la evolución del sector, la delincuencia fue apareciendo poco a poco efectuándose en forma de robos y asaltos a las personas que viven o circulan en la zona. 
Según el diario el Expreso, afirma que “cada mes le roban a al menos 21 personas en Urdesa”: una cifra preocupante ya que la constancia de inseguridad implica a poner en riesgo la calidad del sector. Entre los casos que más se pueden evidenciar son robos o asaltos a personas y vehículos. En el registro del 2020 (durante pandemia) entre los meses de enero a julio se registraron 151 delitos. No obstante, la policía nacional indica que solo se tratan de aquellos delitos denunciados por sus pobladores, lo que da cabida a entender que existen más casos. 
Según los pobladores, ellos prefieren “no llamar o denunciar a las autoridades por la falta de eficiencia en el trabajo de ellos”. Además, sus habitantes aparte de comprender la situación tan peligrosa que se vive, que no es únicamente el delito de hurto sino también el asesinato, ellos conocen las horas en las que se efectúan los robos. Según diario el Expreso, “las horas en las que más se reportan robos son de 18H00 a 19H00 y de 23H00 a 23h59”. Estos datos dan mayor repunte en los días miércoles y viernes, días en los que se recomienda esencialmente no llevar pertenencias expuestas, propiedades lujosas, etc.

## Análisis del proceso de ocupación del borde del estero
| 1940 - 2021 |
| --- |
| 1940.- A causa del auge bananero, muchas migraciones se dieron hacia la ciudad produciendo un cambio en la morfología de la ciudad de una manera no planificada. Con el pasar del tiempo empezaron a generarse asentamientos humanos nuevos en terrenos no urbanizables como en los manglares y esteros ya que eran considerados de bajo costo. |
| 1955.- Tras llevar un proceso de relleno en este sector para convertirlo en una zona más habitable, se firma un convenio entre el ingeniero Julio Vinueza, el aviador Ernesto Estrada y el constructor Jacobo Ratinoff para formar la Urbanizadora del Salado iniciando su proyecto en este año. La constructora compró el terreno a la Junta de Beneficencia de Guayaquil en 15 millones de sucres. Su principal misión era transformar los 30’000.000 m² que presentaba el sector en un lugar más habitable y productivo. De tal manera se diseñan dos parques dentro de los distritos comerciales: Parque del Cigarro y Parque de Urdesa.                               |
| 1957.- La Arquidiócesis de la ciudad de Guayaquil entrega a la comunidad la Claretiana, el terreno para la construcción de la Iglesia San Antonio María Claret: uno de los núcleos principales de su composición urbana que produce una trama de carácter radial. A su vez, para esta fecha se realiza un cambio de diseño dirigiéndolo hacia el sur, en vez que hacia el cerro. Urdesa se define esencialmente por el Estero Salado en la zona sureste hasta la actual calle Costanera que está al noreste del sector y que se intercepta con su eje principal, la calle Víctor Emilio Estrada Bulevard, siendo su más ancha y transitada vía dividiéndola en dos partes. |
| 1958.- Para este año ya se contaba con diversos negocios, lugares de recreación, áreas públicas y algunos servicios destacados como la educación. Existían escuelas como el colegio Espíritu Santo, el colegio Santo Domingo de Guzmán y el colegio Alemán Humboldt que duró 10 años desde este entonces hasta antes de desplazarse al sector de Ceibos. |
| 1997.- Se expidió una ordenanza municipal durante la alcaldía de León Febres-Cordero para la modificación de las fachadas de muchas casas del sector que estaban sobrepasando los límites del terreno usando el espacio público de la vereda. Esto permitiría que Urdesa pudiera tomar camino a lo que ahora conocemos con casas con fachadas mayormente uniformes, aunque se encuentran ciertas variaciones aún en los recorridos peatonales por lo que se recomienda circular con cuidado para evitar accidentes. |
| 2004.- Con el pasar de los años, la definición de los nombres de sus calles mantienen un orden alfabético con los nombres de los árboles que existen en la zona o los que existieron en su momento. Para este año, el municipio de la ciudad inició un proyecto de regeneración urbana con lo que ahora presenta calles señalizadas, parterres con vegetación, calles adoquinadas, etc. |
| 2021.- Durante la última década se ha registrado un incremento en los distritos comerciales, lo que da cabida a un aumento de la contaminación del sector como también de su límite natural, el Estero Salado. Diferentes sucesos han ocurrido en estos años como el terremoto, revueltas y la pandemia que han influido significativamente a un deterioro de la zona volviéndola peligrosa, más tóxica para el ambiente y con un crecimiento inmesurado de su población, como también el desequilibrio productivo y ecológico. |

## Impacto ambiental de actividades antrópicas
Urdesa se encuentra limitado por los brazos del estero en el sur y en el este, y con el cerro donde actualmente es Lomas de Urdesa. Su ubicación privilegiada dio cabida a actividades antrópicas desde la pesca, la exploración, deforestación, navegación por el estero y la caza. Esto causó un gran impacto en las últimas décadas reduciendo considerablemente su biodiversidad y transformándolo en un sitio de concreto y pavimento con dos pequeños cuerpos de agua.

## Contaminación del agua
La contaminación proviene de las descargas de aguas residuales, de las zonas urbanas, tanto industriales, domésticas y comerciales. Las empresas encontradas a las orillas del de todo el Estero Salado, sumaban 929, de las cuales el 42 % eran industriales. El 63 % corresponde a las que elaboran productos alimenticios y bebidas que descargan más aguas residuales. Y dentro de estas podemos encontrar los distritos comerciales y residenciales del sector. Un 39% de los habitantes del sector reconocen que el Estero Salado es una potencial fuente de turismo y de purificador de ambiente. Sin embargo las principales causas de contaminación se debe a un 21% por falta de limpieza y a un 79% por botar basura.

## Contaminación del aire
Urdesa al contar con zonas comerciales y residenciales, este proporcionado un al porcentaje a la contaminación del aire con un total de 6.8 toneladas de dióxido de carbono (CO2) al año. Podemos observar gran congestión vehicular en sus avenidas y calles principales, lo que además incrementa su contaminación por los gases emanados como también el ruido que emanan los carros. Las emisiones de CO2 en la urbe provienen un 39% del transporte vehicular, 25% de residuos, 16% de las zonas residenciales, 14% de empresas y un 6% de comercios e instituciones.

## Pérdida de la biodiversidad del estero
Durante las últimas décadas, la serie de actividades antrópicas ha causado un desequilibrio en el ecosistema del sector. Se sabe que con anterioridad el estero contaba con especies de gran variedad de peces y cangrejos, como también la existencia de aves de varias especies. Sin embargo, a causa del proceso de ocupación y lotización del sector inició una degradación del medio natural de forma radical y negativa que tiene sus repercusiones en la actualidad. Se conoce que desde los inicios del sector, las personas que lo habitaron tendían a sobrevivir a partir de la pesca, la caza y cierta recolección de frutos con algunos de los árboles introducidos. Sin embargo su impacto fue mayor tras empezar a hacerlo con constancia y que además la deforestación generó un desequilibrio para las especies voladoras y terrestres. La contaminación del agua a partir de sustancias química ha tenido gran repercusión en la salud del agua del estero como también para el hábitat de sus especies. Se puede afirmar que existen mutaciones en estas volviéndolas peligrosas para el consumo humano lo que representa un riesgo extra no solamente para la naturaleza, sino para el mismo ser humano.

## Historia
El nombre de Urdesa viene de la constructora Urbanizadora del Salado S.A., que fue la que construyó el barrio. Nació como un proyecto habitacional al norte de Guayaquil desarrollado por el ingeniero Julio Vinueza, el aviador Ernesto Estrada y el constructor Jacobo Ratinoff para la clase media y alta alrededor del año 1957. El terreno en que ahora se ubica era propiedad de la Junta de Beneficencia de Guayaquil y fue comprado por la constructora por un valor de 15 millones de sucres.
Se comenzó a poblar con grandes casas como un espacio residencial para la alta sociedad, mostrando hermosos jardines, sin cerramientos; además atrajo la atención de muchos arquitectos por ofrecer rellenos, bordillos, calles pavimentadas, canalización de agua potable, aguas lluvias y aguas servidas e instalación eléctrica. El Colegio Alemán Humboldt Guayaquil abrió sus puertas en 1958 en este barrio, siendo la primera escuela de la zona. Se encontraba en la Víctor Emilio Estrada, donde hoy está un Supermercado de la cadena Mi Comisariato. Sin embargo, tan sólo diez años más tarde el ya entonces colegio se trasladó al nuevo barrio Los Ceibos.
Para el comienzo de los años noventa, muchas de estas grandes casas fueron cercadas por motivos de seguridad. Con el paso del tiempo, las nuevas edificaciones ya no fueron casas grandes, eran casas más pequeñas, dejando de ser un barrio exclusivamente para la alta sociedad.
Urdesa Norte es la zona menos antigua y surge como proyecto con viviendas de menor costo que en el resto de Urdesa. Fue rápidamente poblado en torno a los años ochenta, y para el comienzo de los noventa se prolongó la Av. Rodrigo Chávez (calle 6.ª) hasta Urdenor en la intersección con la Av. Juan Tanca Marengo. Sus calles son más estrechas y los terrenos más pequeños.
Poco a poco la ciudadela fue creciendo, y hoy en día es uno de los barrios con más movimiento y tráfico de la ciudad a pesar de estar considerado como residencial. En los últimos años se ha incrementado la aglomeración de vehículos en las horas pico y comercios han hecho que ciertos moradores busquen otro sector para vivir.

## El Barrio

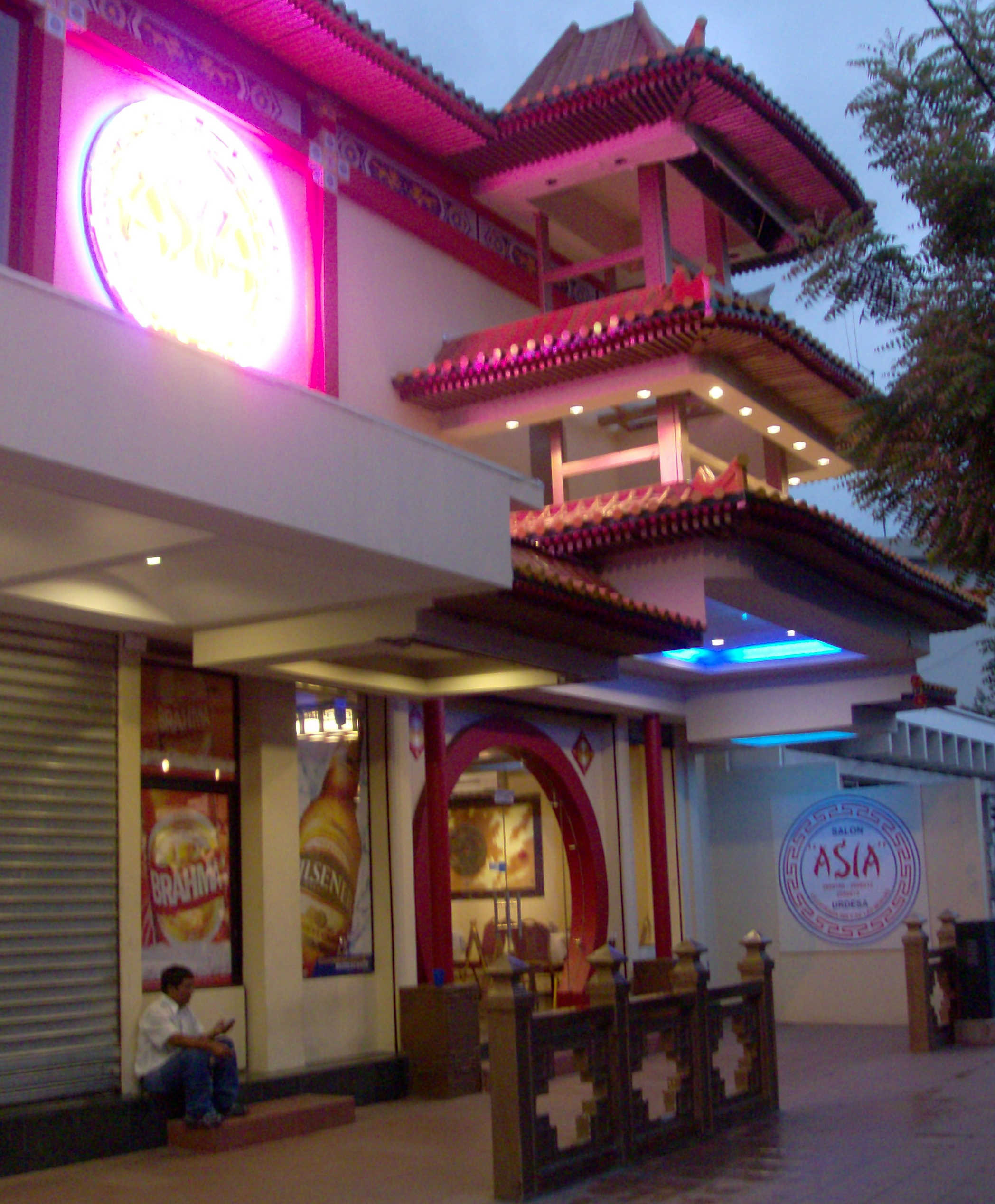
Salón Asia, ubicado en el sector más céntrico de Urdesa.

Es considerado como un barrio del norte de la ciudad, y aunque en un principio así lo era, en la actualidad viene a ser el centro geográfico debido al desmesurado crecimiento horizontal de la ciudad en los últimos años; el que es considerado centro de la ciudad vendría a estar ubicada al Este al tener la ciudad límite con el Río Guayas, pero mantiene su denominación por aspectos históricos. 
Es por tanto que Urdesa ha tenido que ser utilizado como ruta para llegar a diversos destinos, ocasionando la congestión del tráfico. La distribución "circular" de Urdesa Central (desde un mapa se aprecia un semicírculo), hace que los conductores prefieran recorrer el cerro de Lomas de Urdesa, o las calles 5.ª (Carlos Cueva T. e Isabel Herrería H.) y Guayacanes, que vendrían a ser la ruta más corta entre el puente del Policentro y el otro extremo: Miraflores/Mapasingue.
La principal arteria del barrio es la avenida Víctor Emilio Estrada denominada por el cabildo porteño como el principal corredor comercial de la zona, que a lo largo de “la Víctor” (conocida así por sus moradores y visitantes), cuenta con numerosos restaurantes, agencias bancarias, locales de comercio, servicios, bares, discotecas, licorerías y demás. Los primeros residentes de Urdesa llaman aun a la Víctor Emilio Estrada "La Principal".
Una característica de este sector es que se decidió nombrar a ciertas calles siguiendo el orden alfabético pero con nombres de árboles. Así, a partir de la calle Circunvalación (Norte y Sur) que rodea a Urdesa Central bordeando el Estero Salado, se pueden encontrar las siguientes calles: Acacias, Bálsamos, Cedros, Dátiles, Ébanos, Ficus, Guayacanes, Higueras, Ilanes, Jiguas, Laureles y Mirtos.
Actualmente Urdesa es una zona que ha recuperado su esplendor con la adecuación de los parterres y calles adoquinadas como parte del proyecto del Municipio de Guayaquil de Regeneración Urbana, iniciado en 2004. Por más de 40 años esta zona se supo mantenerse como residencial y solo en las avenidas principales se dio paso al comercio.

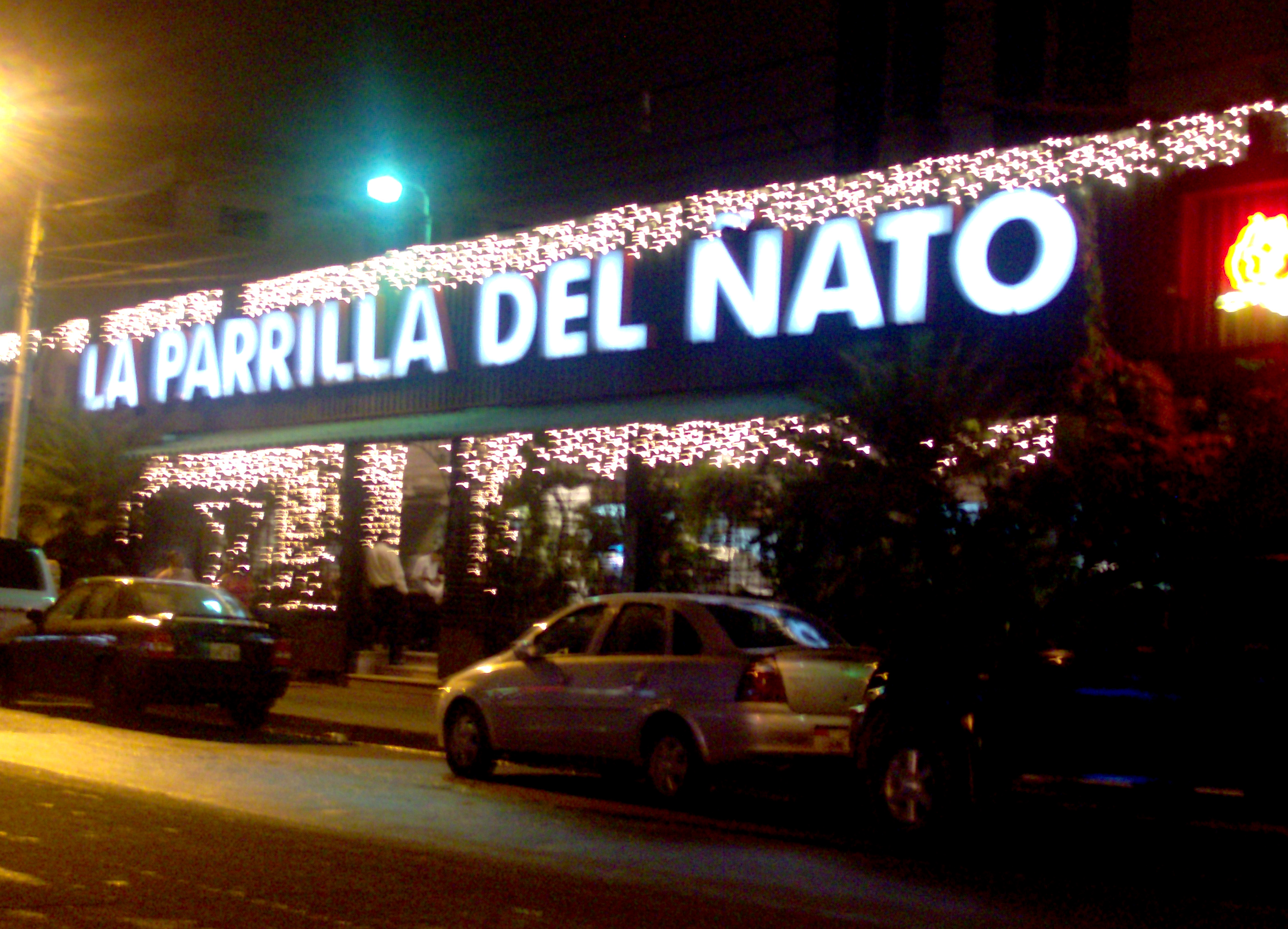
Restaurante tradicional de la zona y de la ciudad de Guayaquil.

Actualmente existen ordenanzas municipales que prohíben letreros o vallas publicitarias en calles no permitidas, destinándose su uso exclusivamente residencial, así como la circulación de vehículos pesados por cualquiera de sus sectores.
En el año 1997 se expidió una ordenanza municipal durante la alcaldía de León Febres-Cordero que obligó a una cantidad considerable de vecinos del barrio a modificar las fachadas de sus casas, específicamente a las cercas y rejas, que gran parte de ellas estaban por fuera del perímetro del terreno, usando, por consiguiente, espacio público de la vereda (acera). Ocasionó al comienzo molestias, pues los gastos de albañilería para mover unos centímetros (incluso hasta metros) la cerca es tarea complicada e implicaba gastos. El plazo para hacer las reformas sería hasta el 8 de septiembre del mismo año, de lo contrario el Municipio se encargaría de demoler cualquier construcción dentro de los 5 metros que debe de haber entre la calle y el comienzo de la casa, cercamiento o reja. 
Finalmente, a la actualidad, las fachadas exteriores de las casas permanecen uniformes y las quejas han quedado olvidadas, aunque se observan vestigios de cercas no reformadas correctamente y el desnivel en el suelo al cambiar de parcela, por lo que se recomienda caminar con cuidado en calles como Circunvalación Norte y Sur.

## Calles y sectores

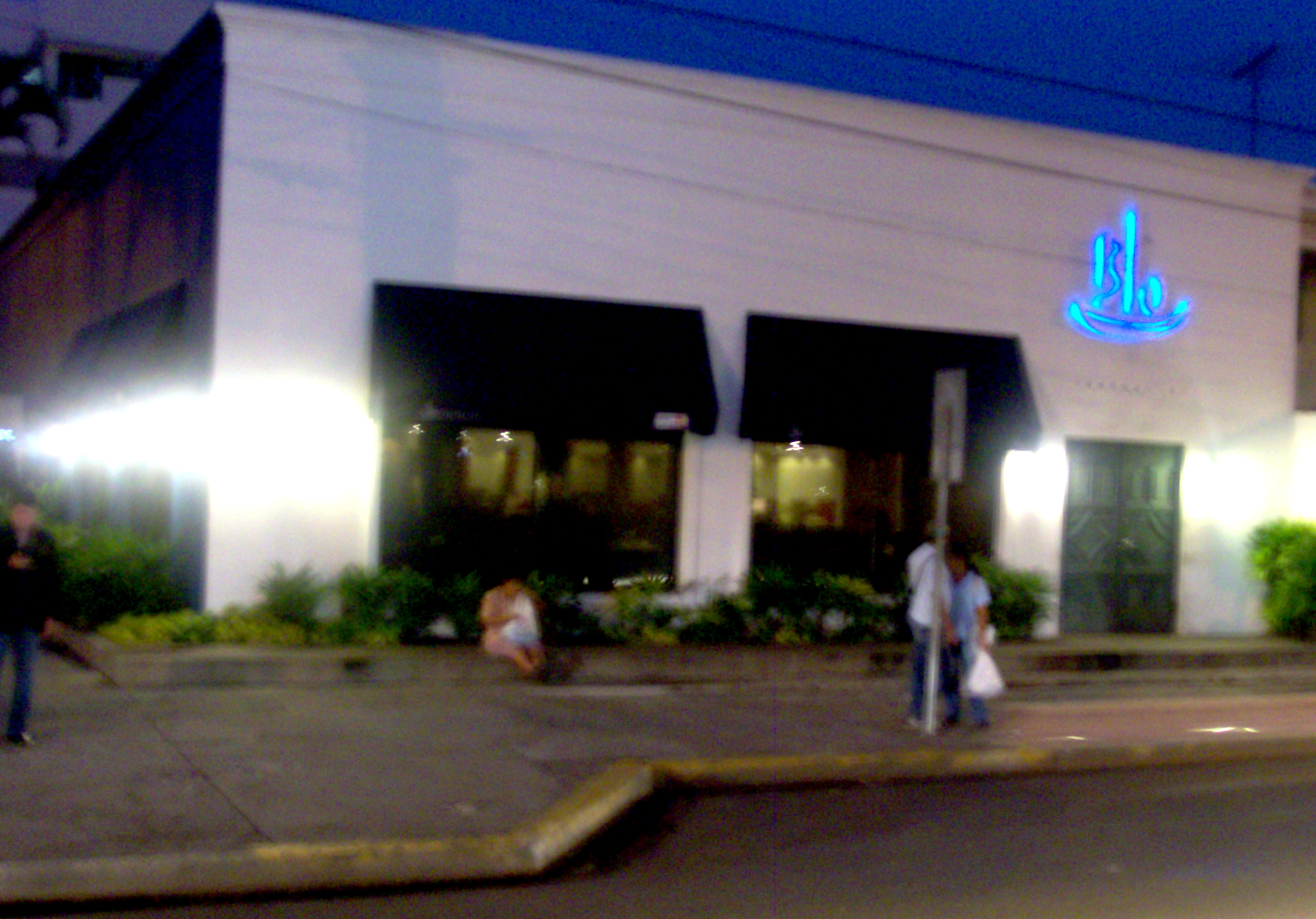
Restaurante Blu, ubicado en Urdesa Central.

El barrio se divide en tres sectores: Urdesa Central, Lomas de Urdesa y Urdesa Norte. Urdesa Central tiene como límites Urdesa Norte, Kennedy, sector de la avenida Carlos Julio Arosemena Tola, Miraflores y Mapasingue Este. Urdesa Norte con Urbanor, Urdenor, Urdesa Central y Lomas de Urdesa así como con Kennedy Norte frente al Estero Salado.
El Bosque Protector Sendero de Palo Santo sirve como pulmón del barrio.

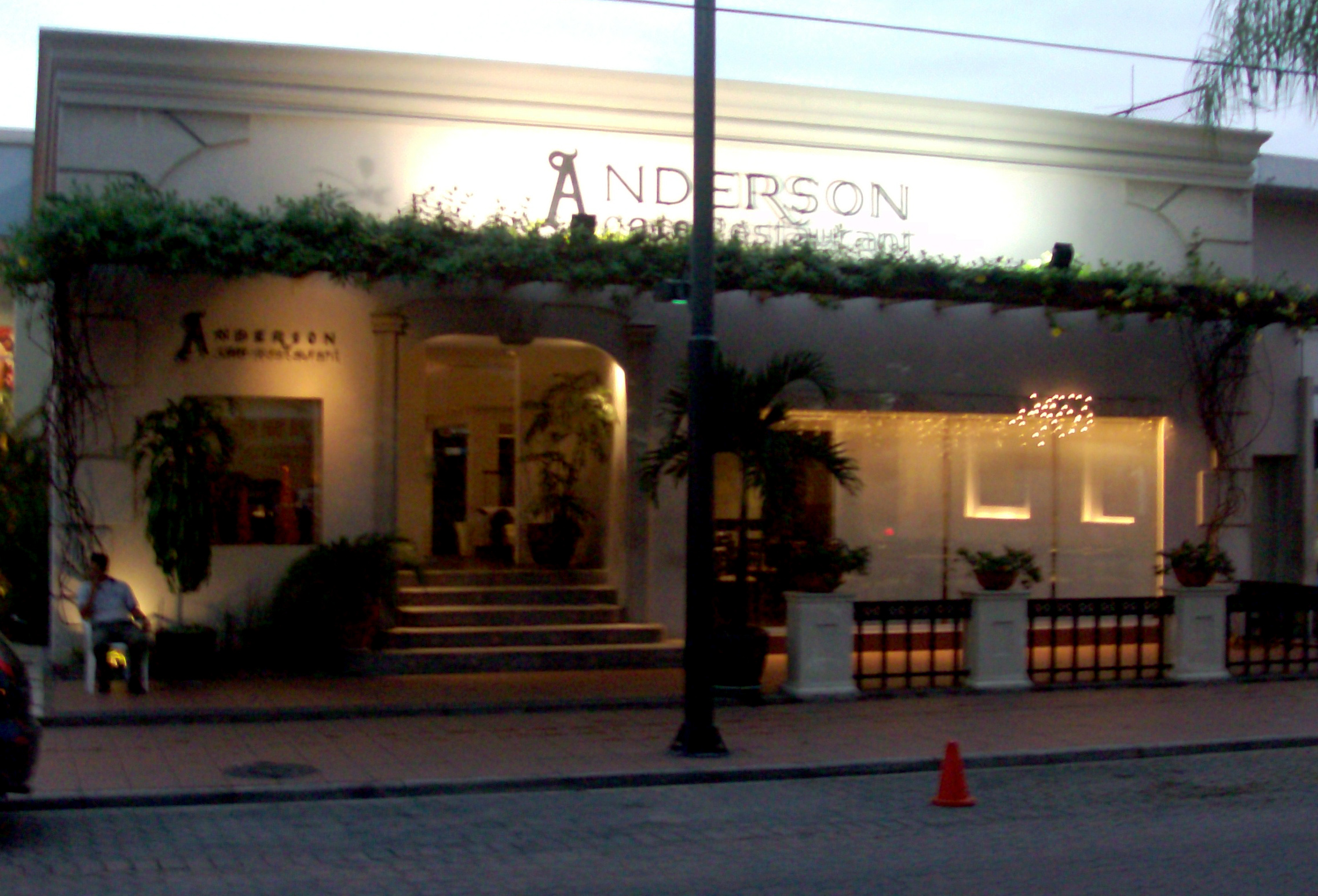
Restaurante de comida francesa del vecindario.

Las Lomas de Urdesa se han podido liberar de la profusión de comercios, justamente por la ubicación de la mayoría de sus viviendas en condominios situados en las laderas del cerro en las que se asienta este sector del barrio.
En Urdesa Central, se encuentran los principales corredores comerciales del barrio que son: la avenida Víctor Emilio Estrada y la avenida presidente Juan de Dios Martínez Mera (antiguamente conocida como avenida Las Monjas). 
También están las calles Circunvalación Norte y Sur (Otto Arosemena Gómez y Jorge Pérez Concha, respectivamente), Olmos en el sector de Las Lomas, 
Guayacanes, avenida del Rotarismo (anteriormente avenida Las Lomas), Ilanes, Costanera y Las Aguas (estas dos últimas terminan en Mapasingue Este); que son varias de las principales arterias de la ciudad.
Las principales arterias viales de acceso a Urdesa son: avenida Juan Tanca Marengo, avenida Carlos Luis Plaza Dañín, avenida Segunda (Miraflores), avenida Juan de Dios Martínez Mera (Las Monjas), avenida John F. Kennedy, avenida Raúl Gómez-Lince (Las Aguas) y calle Ilanes (puente Albán Borja).

## Servicios

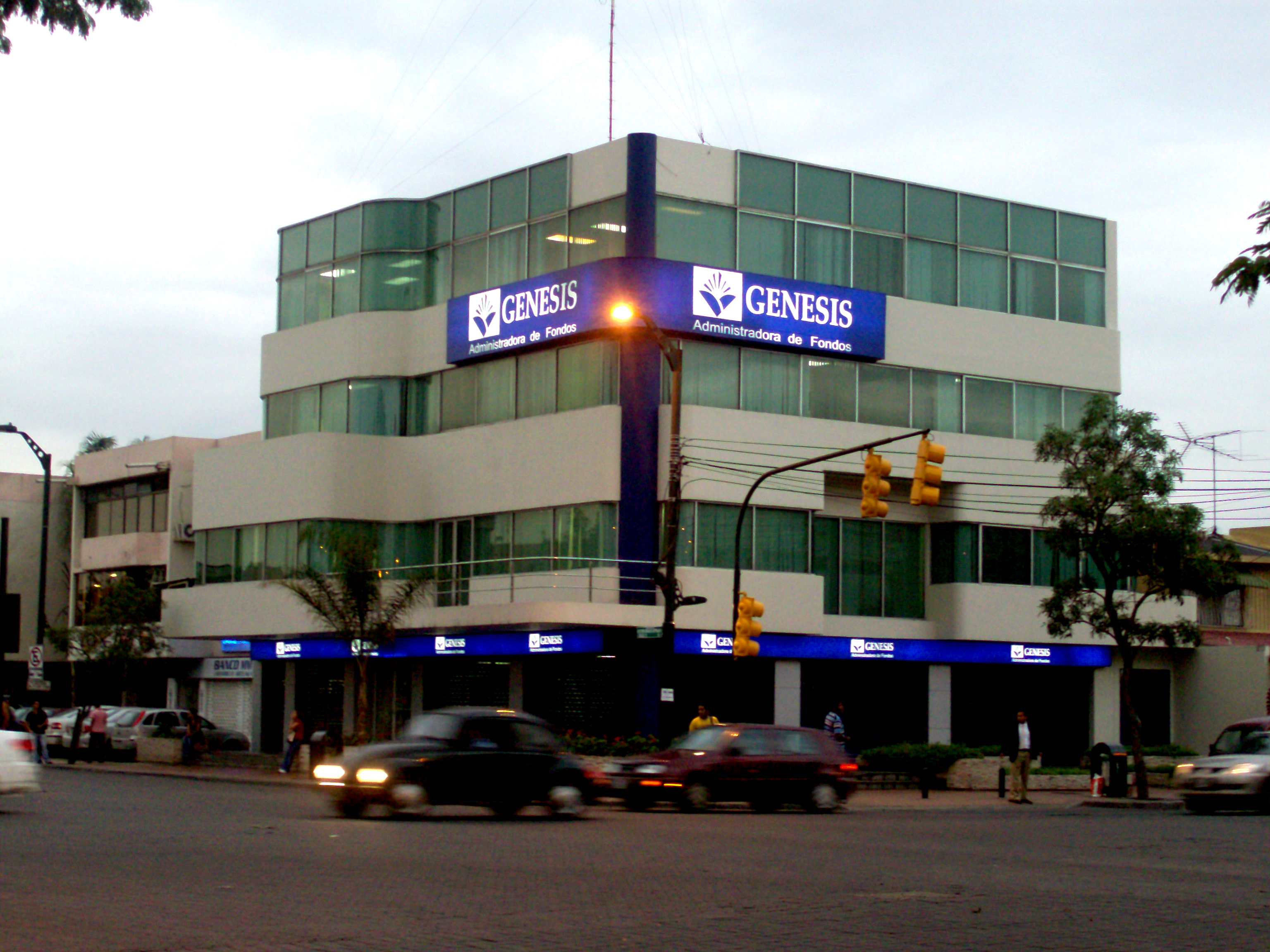
Agencia de Seguros AFP Génesis, en una esquina comercial de la zona.

Cuenta con todos los servicios básicos: agua, electricidad, alcantarillado y teléfono; además de infraestructura para servicios de televisión pagada, internet, gas por tubería, entre otros. Las series telefónicas del servicio ofrecido por la Corporación Nacional de Telecomunicaciones (CNT) son: 238xxxx, 288xxxx y del 2610000 al 2614999 (código de área Guayas +593-4 o 04). La central se encuentra en la calle primera y avenida Las Monjas (Pdte. Juan de Dios Martínez Mera). Otras operadoras de telefonía fija no se rigen en colocar series por zona al no trabajar con centrales telefónicas zonificadas, por tener otras tecnologías (Setel, Claro).
Tanto Urdesa Central como Urdesa Norte fueron edificadas sobre cascajo y relleno sanitario, pues originalmente el terreno era fangoso y poblado de manglares que rodeaban las ramificaciones del Estero Salado. Esto ha ocasionado que a lo largo del tiempo se presenten problemas por inundaciones que se dan, inclusive sin lluvias, cuando el estero crece en exceso por mareas altas, provocando su desbordamiento. Obras del municipio en el año 1998 debajo del puente que une las Av. Víctor Emilio Estrada y Av. John F. Kennedy, redujeron efectos de los aguajes. La obra consistió en aumentar el diámetro y cantidad de tuberías bajo dicho puente que actuaba anteriormente como embudo al bajar la marea.
En el barrio hay varios centros comerciales pequeños entre los que destacan: el más antiguo, C.C. Urdesa (con una cadena de supermercados), C.C. Plaza Triángulo, C.C. La Quinta, entre otros más pequeños. Los tres mencionados están separados por no más de 100 metros entre sí, en la Av. Víctor Emilio Estrada. 

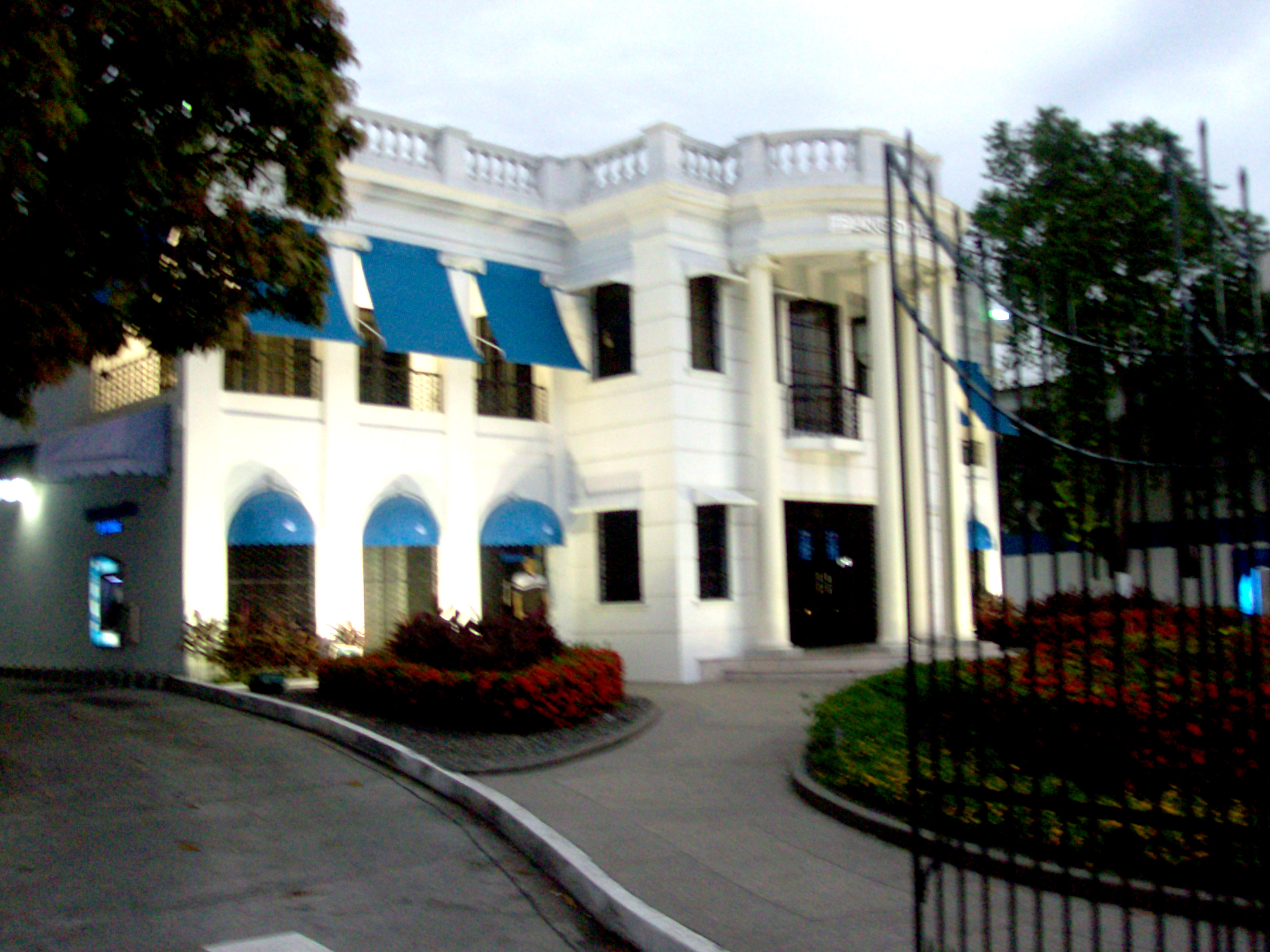
Mansión convertida en agencia bancaria, en Av. Víctor Emilio Estrada.

En el extremo sur de la Av. Las Monjas, se halla el C.C. Aventura Plaza, que no pertenece al perímetro de Urdesa por estar justo al cruzar el puente, pero igualmente se atribuye su inclusión dentro de la ciudadela por estar justo a lado de su fin. En este centro comercial se encuentran bares, restaurantes, tiendas y otros comercios. Al igual que el C.C. Aventura Plaza no se encuentra dentro del perímetro de Urdesa marcado por el estero Salado, el C.C. Albán Borja, que conectado mediante un puente que se prolonga desde la calle Ilanes, hacen de su recinto parte de Urdesa, en donde se ubican también la Universidad Casa Grande, Condominio La Tienda, Edificio Movistar Guayaquil e Hipermarket.
En la intersección de las calles Todos los Santos, Av. Víctor Emilio Estrada y Av. del Rotarismo (Av. Las Lomas) está situada la Iglesia de la parroquia San Antonio María Claret, comúnmente conocida como La Iglesia Redonda. En la administración de la parroquia, está la sede de la fundación "Es Justo y Necesario", que acoge a niños de escasos recursos. Existen también otros templos pertenecientes a otras religiones o sectas.
Existe La Agrupación Cívica y Cultural de Urdesa (ACCUR), que es una fundación que organiza diversos eventos culturales, además de abogar por los intereses de los moradores de Urdesa. Su sede está en la calle primera #899 entre Higueras e Ilanes.

## Entretenimiento

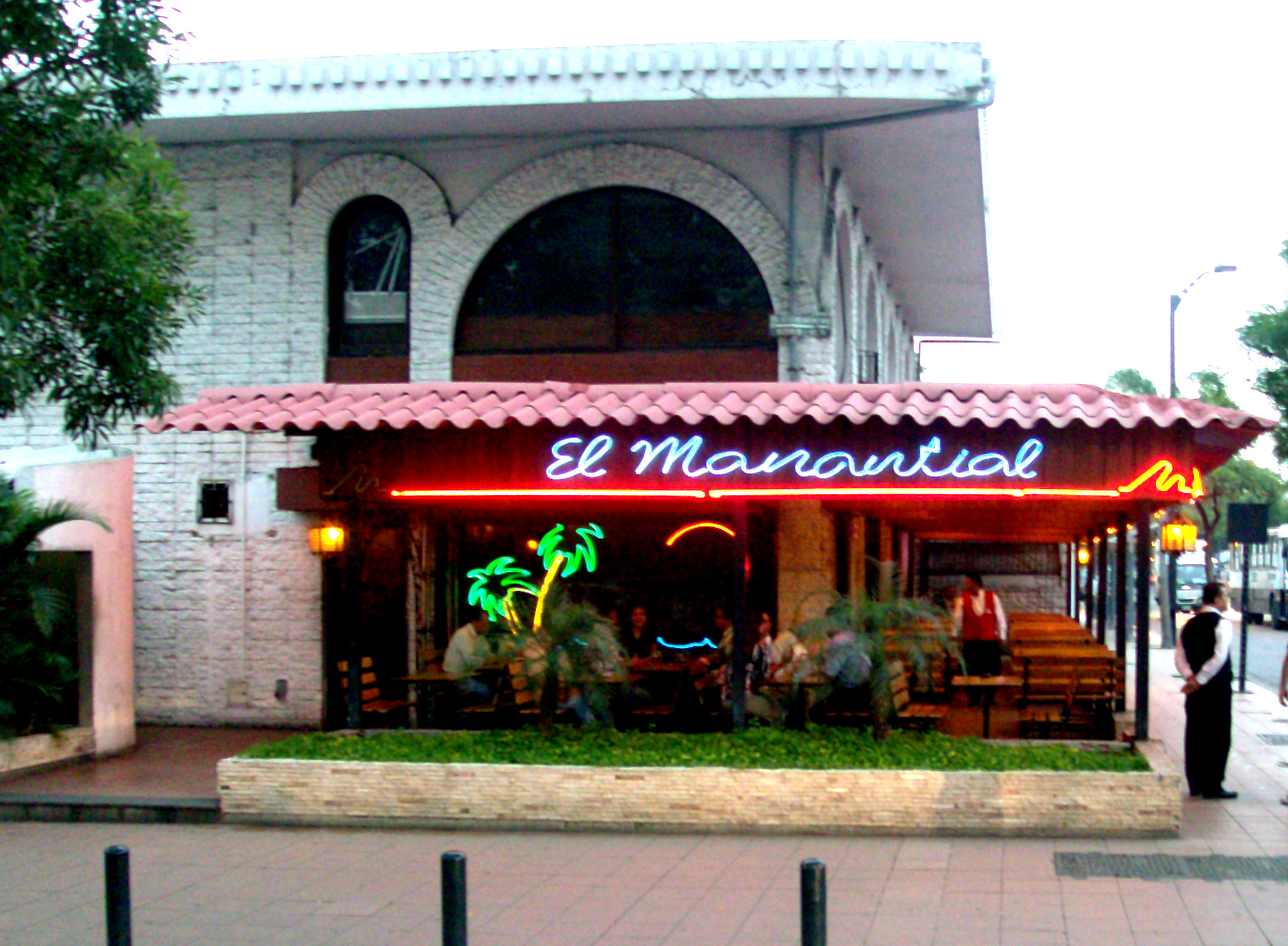
Bar "El Manantial", en una de las esquinas de la Av. Las Monjas.

En Urdesa existen varios locales de entretenimiento, restaurantes reconocidos a nivel local como Blu, Anderson, La Riviera, Villa Delizia, Asia de Cuba, Sake, Matsuri, Isao, El Patacón, El Aguacate, La Tasca de las Monjas, La Tasca Vasca, Red Crab, La Parrilla del Ñato, Mochica, Piazza Gourmet, Crépes de Nico, entre otros. También hay restaurantes de comida rápida con una masiva clientela como: El Capi, Burger King, Sánduches El Bigote, La Gauchita, Las Empanadas, Los Meros Tacos, Naturissimo, Juan Valdez, Sweet & Coffee, Pan Empresarial, Cream Factory, Sorbetto, Fragola, El Gordo y el Negro, Frutabar y los cuantiosos locales de comida árabe como: Al Malek, Javivi, El Arabito, Jerusalén, Al Amir, Beirut y otros, que hacen de Urdesa un verdadero centro gastronómico.

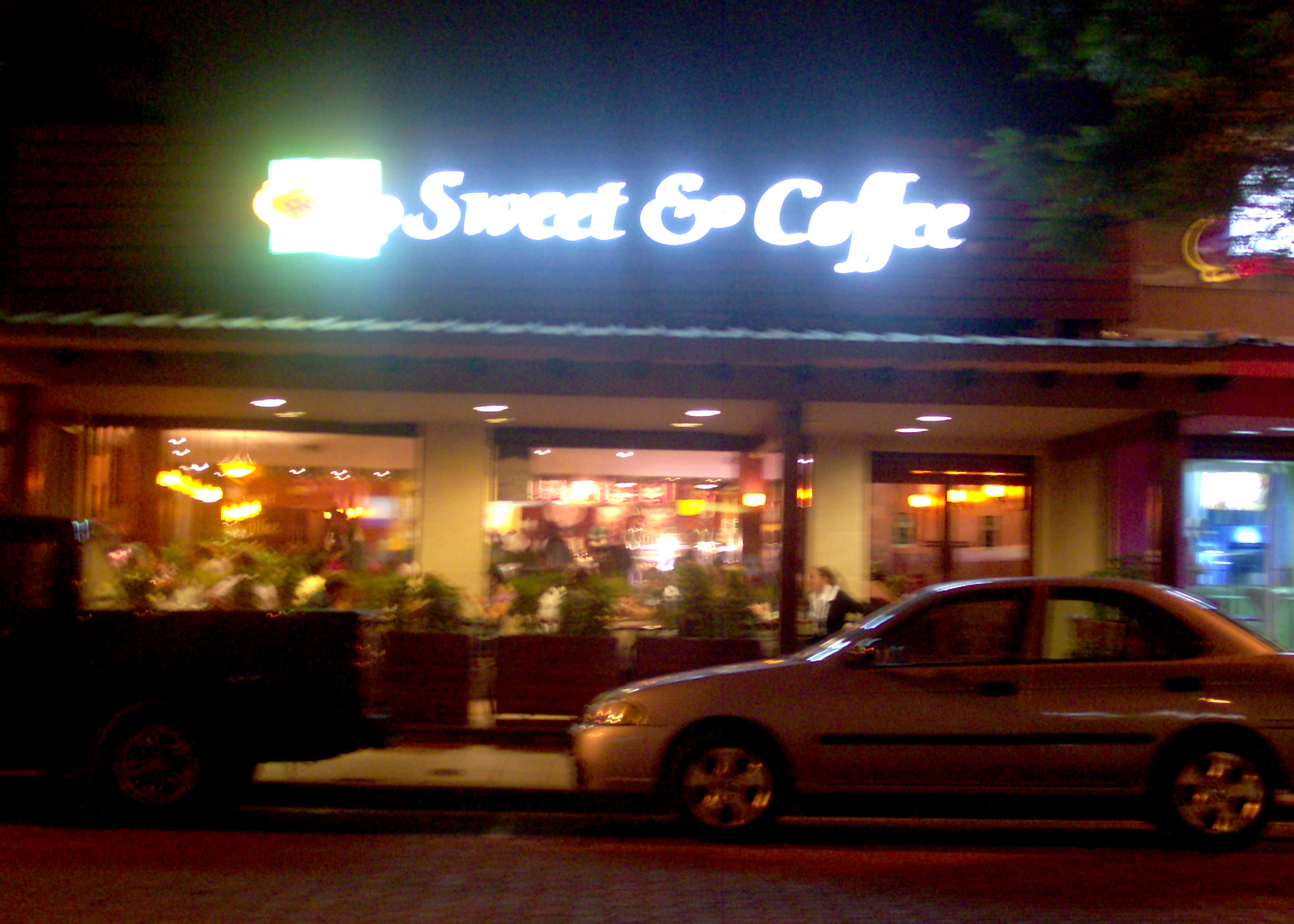
Cafetería tradicional del barrio, frente al C.C. Urdesa.

Se hallan varios locales de entretenimiento como discotecas y lounges como Privé, Recoleta, Chappus, y varios de los locales del C.C. Aventura Plaza. Supermercados, sucursales bancarias, oficinas, sedes consulares, peluquerías, SPA, lavanderías, locutorios, llanteras, tiendas de ropa, gimnasios, inmobiliarias y una gran variedad de comercios que hacen de Urdesa uno de los barrios más completos, diversos y desarrollados de la ciudad de Guayaquil.
Su situación geográfica es privilegiada, ya que se encuentra nada menos que en pleno centro geográfico de Guayaquil, siendo al momento de su construcción un extremo de ésta, pero debido al constante crecimiento horizontal de la ciudad, queda actualmente en una de las zonas más céntricas al igual que la ciudadela Kennedy, Miraflores, Ferroviaria, entre otros barrios. A pesar de ser una ventaja la ubicación cercana a la mayoría de barrios en cualquier dirección, ésta ubicación genera graves problemas de tránsito vehicular durante las horas pico laborables, sobre todo en sus ejes principales: Víctor Emilio Estrada, Las Monjas, Guayacanes, quinta, sexta, Las Aguas, Circunvalación e Ilanes, que junto con los semáforos pésimamente programados, hacen del tráfico colas largas para salir y entrar del barrio.